# Takestan
Takestan este un oraș din Iran.